# 오모리 후사키치

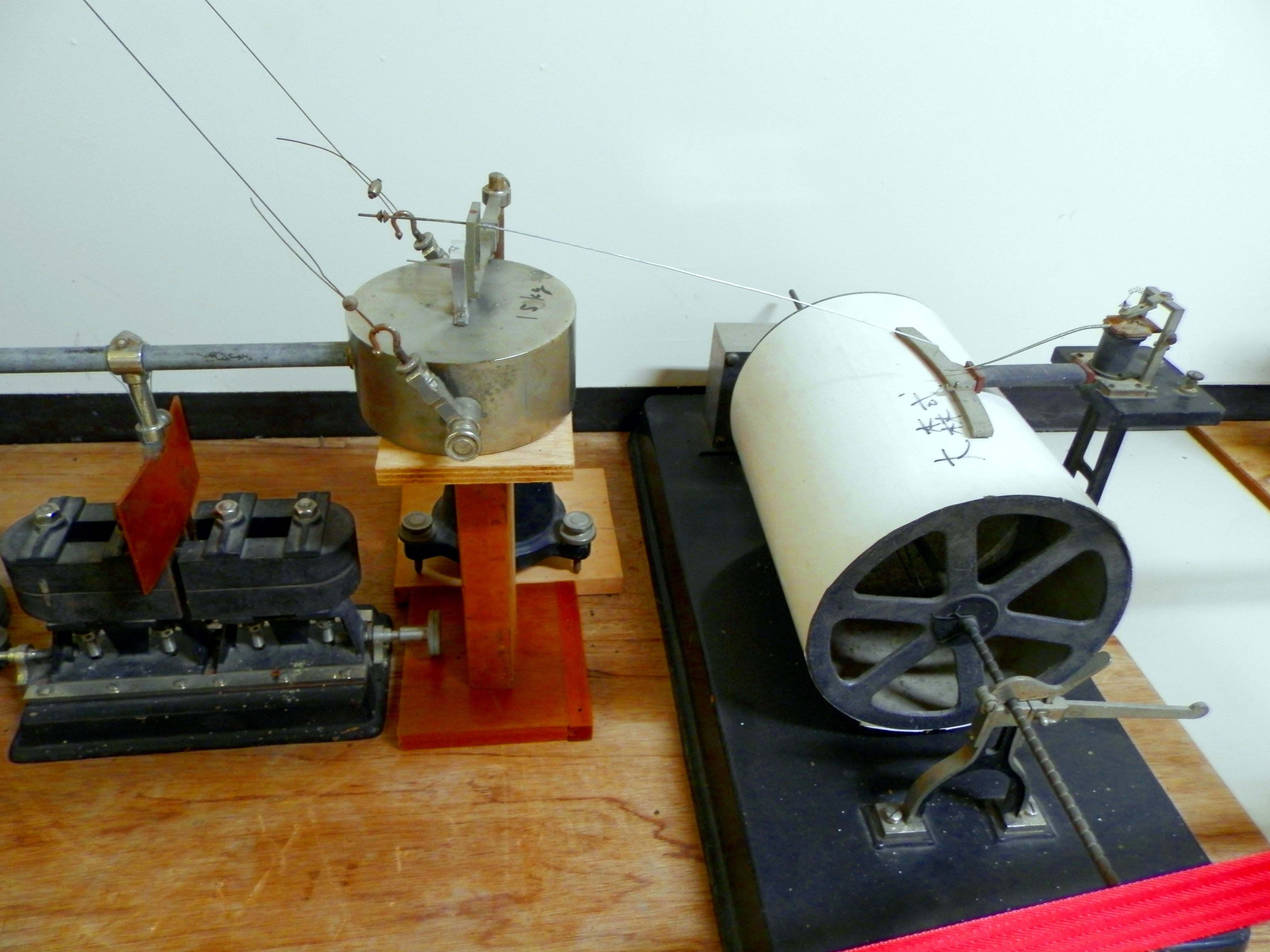
오모리식 지진계

오모리 후사키치(大森房吉, 1868년~1923년)는 일본의 지진학자이다. 후쿠이현 출신. 도쿄제국대학 교수. 초기미동 계속시간을 기초로 진앙을 결정하는 오모리 공식을 고안했다. 또한 오모리식 지진계도 고안했다.

## 오모리의 법칙
여진의 빈도는 본진이 발생한 후 대략적으로 시간에 따라 점차적으로 줄어드는 모양새를 띈다. 이런 경험적인 관계식은 오모리 후사키치가 처음으로 공식화했으며 이를 오모리의 법칙, 혹은 오모리 공식이라고 한다. 오모리의 법칙은 아래와 같이 표현된다.
{\displaystyle n(t)={\frac {k}{(c+t)}}}
여기서 k와 c는 지진마다 서로 달라지는 상수이며 t는 시간이다. 현재 일반적으로 사용하는, 1961년 일본의 지진학자 우쓰 도쿠지가 수정한 오모리 법칙 공식 혹은 우쓰-오모리 법칙은 아래와 같다.
{\displaystyle n(t)={\frac {k}{(c+t)^{p}}}}
여기서 p는 여진감쇠율을 보정하는 또 다른 상수이며 일반적으로 0.7에서 1.5 사이의 값에 해당한다.
위의 방정식에 따르면 여진의 발생 비율은 시간이 지나면 빠르게 감소한다. 여진의 비율은 본진 발생 이후 시간에 반비례하며 이 관계를 통해 미래에 여진이 발생할 확률을 추정할 수 있다. 따라서 본진이 일어난 당일에 여진이 일어날 확률이 어떻게 되든 그 다음 날의 확률은 전날 확률의 1/2이며, 10일 후의 확률은 첫 날 확률의 1/10에 해당한다. 이런 패턴은 여진의 통계학적인 양상만을 표현한다. 여진이 실제로 발생하는 실제 시각, 횟수 및 위치는 추계학적이며 대략적인 패턴만을 따른다. 오모리 법칙은 경험적인 법칙이기 때문에 각 상수값은 본진이 발생한 이후 수집한 데이터에 보정해서 얻어지며, 이런 각 상수는 어떠한 경우에도 특정 일반적인 물리적 법칙을 보이진 않는다.
우쓰-오모리 법칙은 여진 활동의 변화를 설명하는 미분방정식의 해를 구해 이론적으로도 얻었는데, 이 미분방정식을 해석하면 지진의 본진이 있었던 단층이 비활성화된다는 발상에 기초해 얻어졌다. 또한 이전의 우쓰-오모리 법칙은 지진 발생 당시 핵형성 과정에서도 얻어졌다. 이런 방정식을 해석하면 여진의 공간적, 시간적 분포가 공간에 의존하는 것과 시간에 의존하는 것 두 가지로 나눌 수 있음을 보여준다. 또한 훨씬 최근에는 반응형 미분방정식의 유리수형 해를 풀어 구할 수도 있는데, 이중 거듭제곱 법칙 모델은 여러 가지 방향으로 여진 발생 빈도가 감소함을 보여주며 그 중에는 우쓰-오모리 법칙과 같은 모습도 존재한다.